# Apotolamprus helenae
Apotolamprus helenae är en skalbaggsart som beskrevs av Olivier Montreuil 2004. Apotolamprus helenae ingår i släktet Apotolamprus och familjen bladhorningar. Inga underarter finns listade i Catalogue of Life.